# NGC 1987
NGC 1987 هي مجرة تتبع كوكبة الجبل. اكتشفها جون هيرشل في 3 نوفمبر 1834.

## روابط خارجية
- NGC 1987 على موقع ويكي سكاي: DSS2, SDSS, GALEX, IRAS, Hydrogen α, X-Ray, Astrophoto, Sky Map, Articles and images